# 電話恐懼症
電話恐懼症（英語：Telephone phobia） 意指不願或害怕打電話或接電話，從字面上來看，就是害怕電話。 一般認為電話恐懼症也是一種社交恐懼症或社交焦慮。 社交恐懼症可能會被拿來與公開演講恐懼症比較，兩者都是因為跟觀眾互動，而對於被批評、評價、或愚弄產生恐懼的連結。
跟其他恐懼症一樣，對電話交談的恐懼和相對應的困難也有很多種。 據報導，在1993年，大不列顛島 約有250萬人患有電話恐懼症。 在2019年，一項針對英國辦公室人員的調查發 40% 的嬰兒潮世代和70%的Y世代，在電話響時，都會感到焦慮。
「電話焦慮」 意指程度較不嚴重的電話恐懼症，患者對使用電話這件事感到焦慮，但是嚴重程度遠不如實際的恐懼症。
患者面對面交流可能沒問題，但很难通過電話進行交流。

## 成因
害怕接電話的定義為從害怕接電話的動作或想法到害怕電話鈴聲響起。 鈴聲會讓患者產生一連串的焦慮，以與必須講話、表演和交談相關的思想為特點。患者可能會將電話另一端視為威脅或恐嚇。擔心打電話來的人可能會聽到壞消息或令人沮喪的消息，或者是對方在打惡作劇電話可能會觸發焦慮。
害怕打電話可能與擔心造成別人困擾，思考要找到合適的通話時間有關。 患者會擔心打給多人的家庭或辦公室時，認不出應答者的聲音因此感到尷尬的情況。一些患者可能會擔心自己在電話一端時，必須在真實或可感知的觀眾前表演：對於那些需要在工作場所使用電話的人，這個問題尤為特殊。
害怕在任何情況下（撥打或接聽電話）使用手機，這可能與擔心音質差，擔心其中一方聽不懂所講的內容，而導致誤解、再講一次、進一步解釋或其他可能尷尬的協商形式有關。這些恐懼通常與電話線上缺少肢體語言，及個體擔心失去掌握感有關。 患者通常表示擔心自己可能無法在對話中做出適當回應， 或者發現自己無話可說，導致尷尬的沉默，或結巴、口吃。 過去的經歷，例如，收到令人痛苦的消息，或忍受不愉快和憤怒的電話內容，也可能是造成恐懼的其一成因。

## 症狀
患有電話恐懼症的人有多種症狀，多數患者都會有焦慮的症狀。這些症狀可能包括胃緊張、手掌出汗、心跳加快、呼吸急促、噁心、心跳加快、呼吸急促、口乾和發抖。 病人可能會感到恐慌和恐懼。導致的恐慌發作 
可能包含過度換氣和壓力。這些負面、令人不安的症狀會因為想到要撥打和接聽電話和這麼做的行動而產生。

## 影響

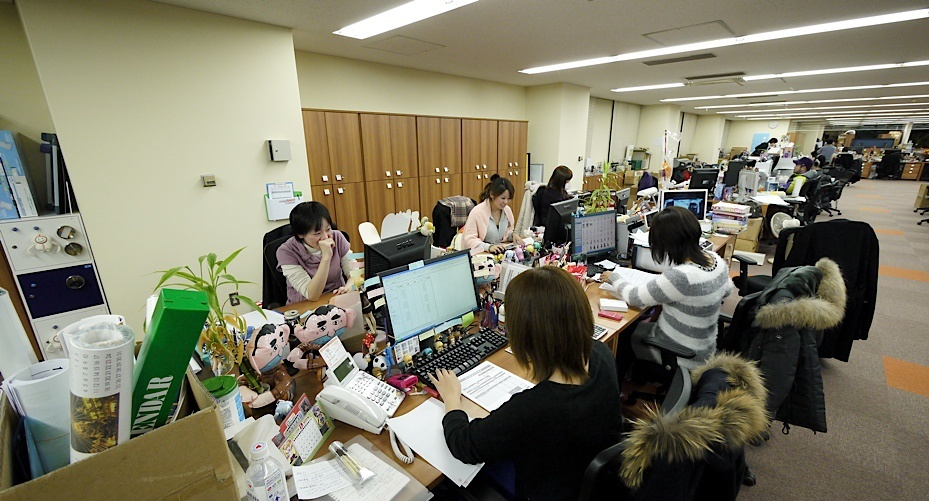
開放式辦公室裡很容易聽到同事的電話交談，這給恐懼症患者帶來了特殊的挑戰

電話對於聯繫他人以及訪問重要且有用的服務都非常重要。因此，電話恐懼症會造成患者很大的壓力，並影響人們的個人生活，工作生活和社交生活。  患者避免許多活動，例如，安排事件或澄清信息。 在工作場所產生壓力是因為使用電話可能在職業生涯中發揮關鍵的作用。

## 應對與迴避策略
應對策略包括提前計劃對話並進行演練，寫下或記下需要說的話。 可以通過通話時保持私密性來減輕焦慮，從而使患者不必擔心通話被竊聽。
相關的迴避行為包括要求其他人（例如，在家中的親戚）打電話只使用電話答錄機。 基於電子文本的通信（互聯網、電子郵件、簡訊）的使用量的增加為許多患者提供了替代性的通信方式，比起打電話的壓力來的低。 同時，成長於數字通信時代的年輕一代成員愈發發現撥打或接聽電話“打擾”了他們，他們更喜歡使用允許他們「以他們選擇的步調參與對話」的媒體。 在2019年的調查中，有61％的英國千禧年上班族表示「當他們是辦公室裡唯一的人，電話響起時，他們身上會出現焦慮症所引起的行為」。
患者發現向朋友解釋恐懼症的性質是有幫助的，因此，不會將患者沒有回覆訊息的行為理解為無禮或不願交流。

## 治療
通常可以通過不同類型的療法來治療此類恐懼症，包括：認知行為療法（CBT）、心理治療、行為治療和暴露療法。
實際練習在克服恐懼中起重要作用。從簡單的電話開始逐步增加電話使用率，可能對患者增加電話使用頻率有所幫助。例如，他們發現從自動呼叫開始，再與家人和朋友進行對話，然後進一步擴展對話的長度和與之進行對話的人的數量會變得更加容易。